# جولای بوکاژ
جولای بوکاژ (نام علمی: Ploceus temporalis) نام یک گونه از سرده جولاها است.